# Radiolaria
Embranchement
Classes de rang inférieur
- Polycystinea
- Acantharea
- Sticholonchea

Position phylogénétique
- Eukaryota
  - clade « SAR »
    - Stramenopiles
    - Rhizaria
      - Cercozoa
        - Filosa
        - Endomyxaa

      - Retaria
        - Foraminifera
        - Radiolaria

    - Alveolata

Les radiolaires, également appelés radiozoaires, sont des protozoaires d'un diamètre de 0,1 à 0,2 mm qui produisent des squelettes minéraux complexes, généralement avec une capsule centrale divisant la cellule en deux parties, l'endoplasme et l'ectoplasme, l'une interne et l'autre externe.
Le squelette minéral est généralement constitué de silice. On les trouve sous forme de zooplancton dans tous les océans du monde. En tant que zooplancton, les radiolaires sont principalement hétérotrophes, mais nombre d'entre eux possèdent des endosymbiontes photosynthétiques et sont donc considérés comme mixotrophes. Les restes squelettiques de certains types de radiolaires constituent une grande partie de la couverture du plancher océanique sous forme de boue siliceuse. En raison de leur évolution rapide en tant qu'espèces et de leurs squelettes complexes, les radiolaires représentent un important fossile diagnostique découvert à partir du Cambrien.

## Systématique
Les Radiolaria constituent un des trois embranchements des Rhizaria, marins et pélagiques.
Ils vivent en principe à l’état isolé, mais il existe quelques formes coloniales dans lesquelles chaque individu garde son identité fonctionnelle propre. Ils se caractérisent par la présence d'une capsule centrale séparant physiquement un ectoplasme d'un endoplasme.
Ils vivent dans les grandes profondeurs au-delà de la limite de redissolution du calcaire, et ont existé à toutes les époques géologiques du Cambrien à l’actuel. 
Leur classification est encore l'objet de débats. Les phylogénies moléculaires placent les Phéodariés parmi les Cercozoaires et non parmi les Radiolaires. Ces derniers ainsi retreints sont peut-être eux-mêmes paraphylétiques.
- Acanthaires : capsule centrale percée de petits pores, en célestite (sulfate de strontium) très faiblement soluble dans l'eau; vivent avec des algues symbiotiques et un squelette

- Phéodaires : capsule centrale percée de trois pores, pas d'algues symbiotiques mais ils ont un pigment granulaire marron (= phaeodium).

- Polycystines : capsule centrale perforée sur toute sa surface ou à une extrémité, possèdent des algues symbiotiques et un test de silice intra- et/ou extracapsulaire, réticulé à symétrie axiale (Nassellaires) ou sphérique (Spumellaires). Seuls les Radiolaires Polycystines sont préservés à l'état fossile, donc étudiés par les paléontologues.

| Selon World Register of Marine Species (21 juillet 2017) : - règne des Chromista - sous-règne des Harosa (groupe SAR) - infra-règne des Rhizaria - embranchement des Radiozoa - classe des Acantharia - famille des Cadiidae - classe des Polycystinea - classe des Radiolaria incertae sedis - classe des Sticholonchea | Selon Tree of Life Web Project : - Eukaryota - Chromalveolata - Rhizaria - Retaria - Radiolaria - classe des Acantharea - classe des Polycystina |

Quelques radiolaires communs : Challengeron wyvillei, Hexacontium asteracanthion, Thalassicola pellucida...

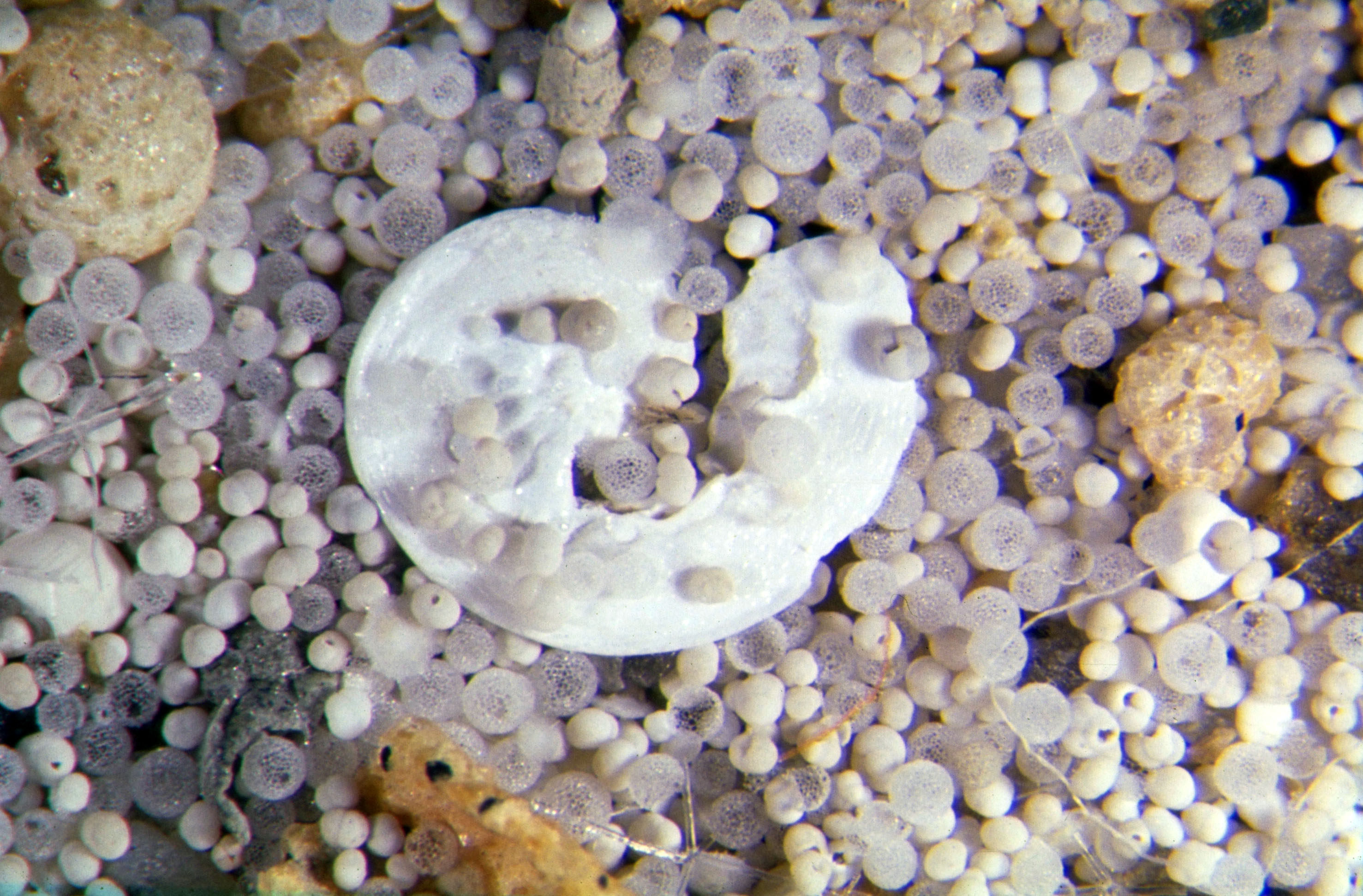
Microfossiles de sédiments marins contenant des radiolaires (sphères), des spicules d'éponges (petites "épines"), des foraminifères planctoniques (petits coquillages blancs) et des foraminifères benthiques (grand coquillage blanc au centre de l'image et petits coquillages jaunes constitués de grains de sable agglomérés).Diamètre moyen des sphères : environ 0.5 mm.
Échantillon de sédiments lavés et tamisés à 125 µm (Est mer de Weddell, Antarctique).

## Les illustrations d'Ernst Haeckel

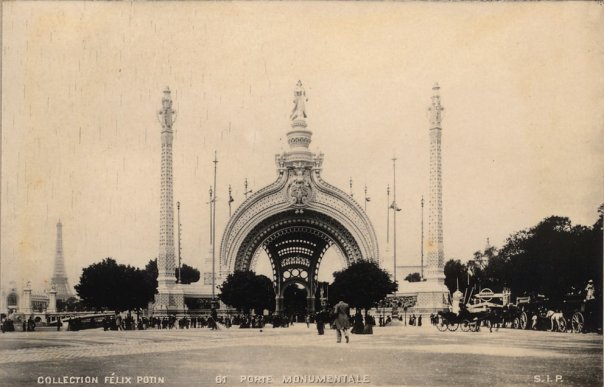
La porte monumentale de l'Exposition universelle de Paris (1900) conçue par René Binet et ouvertement inspirée des dessins de radiolaires d'Haeckel. Ceux-ci eurent une influence décisive sur le mouvement Art nouveau.

Les radiolaires ont passionné les scientifiques du XIXe siècle par la variété et la géométrie de leurs formes. Le scientifique, peintre et naturaliste Ernst Haeckel en fut notamment un grand admirateur, et en décrivit par dessin de très nombreuses espèces, dont les plus beaux exemplaires furent réunis dans son chef-d’œuvre : les Kunstformen der Natur (1904).

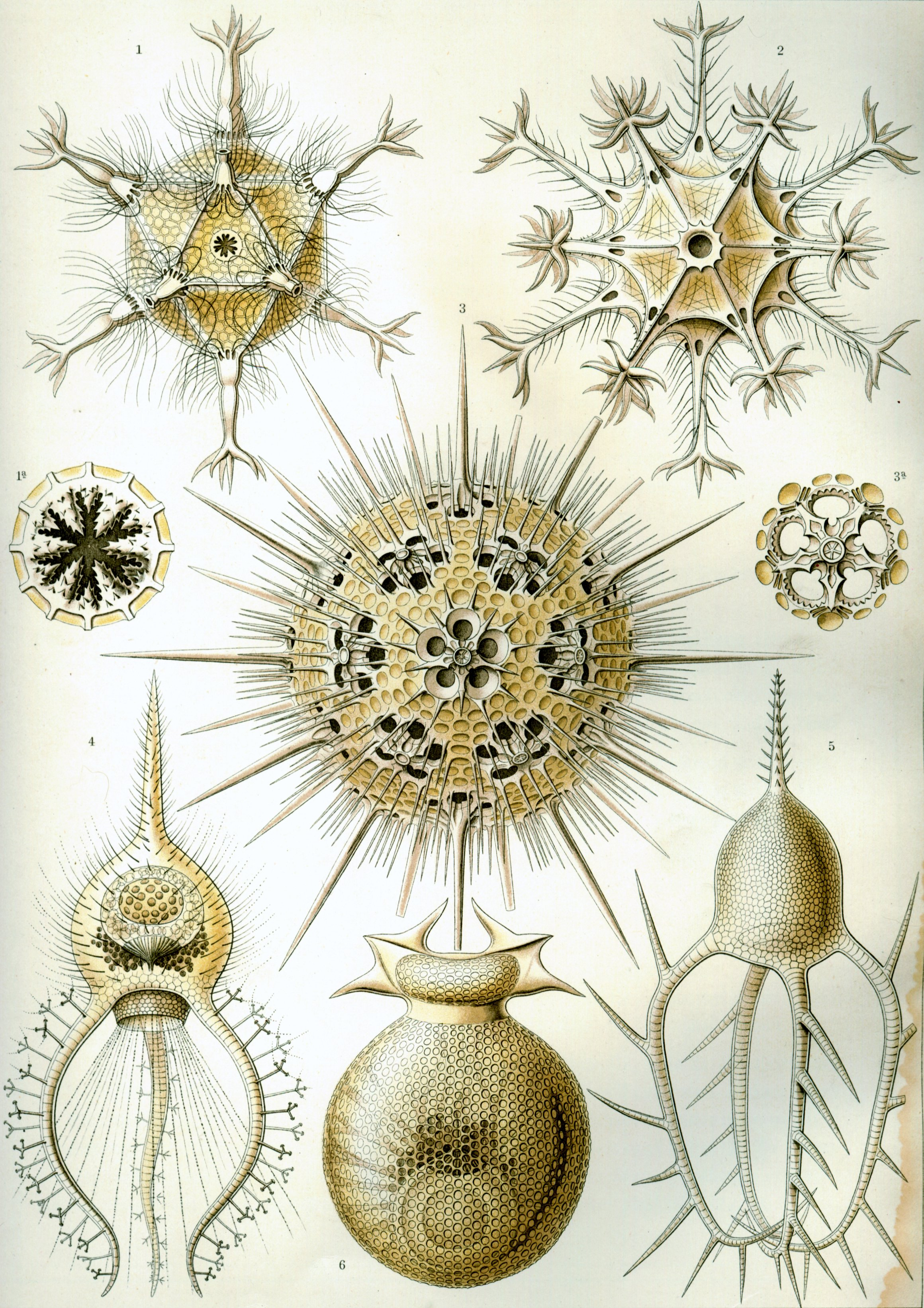
Clade des Phaeodaria
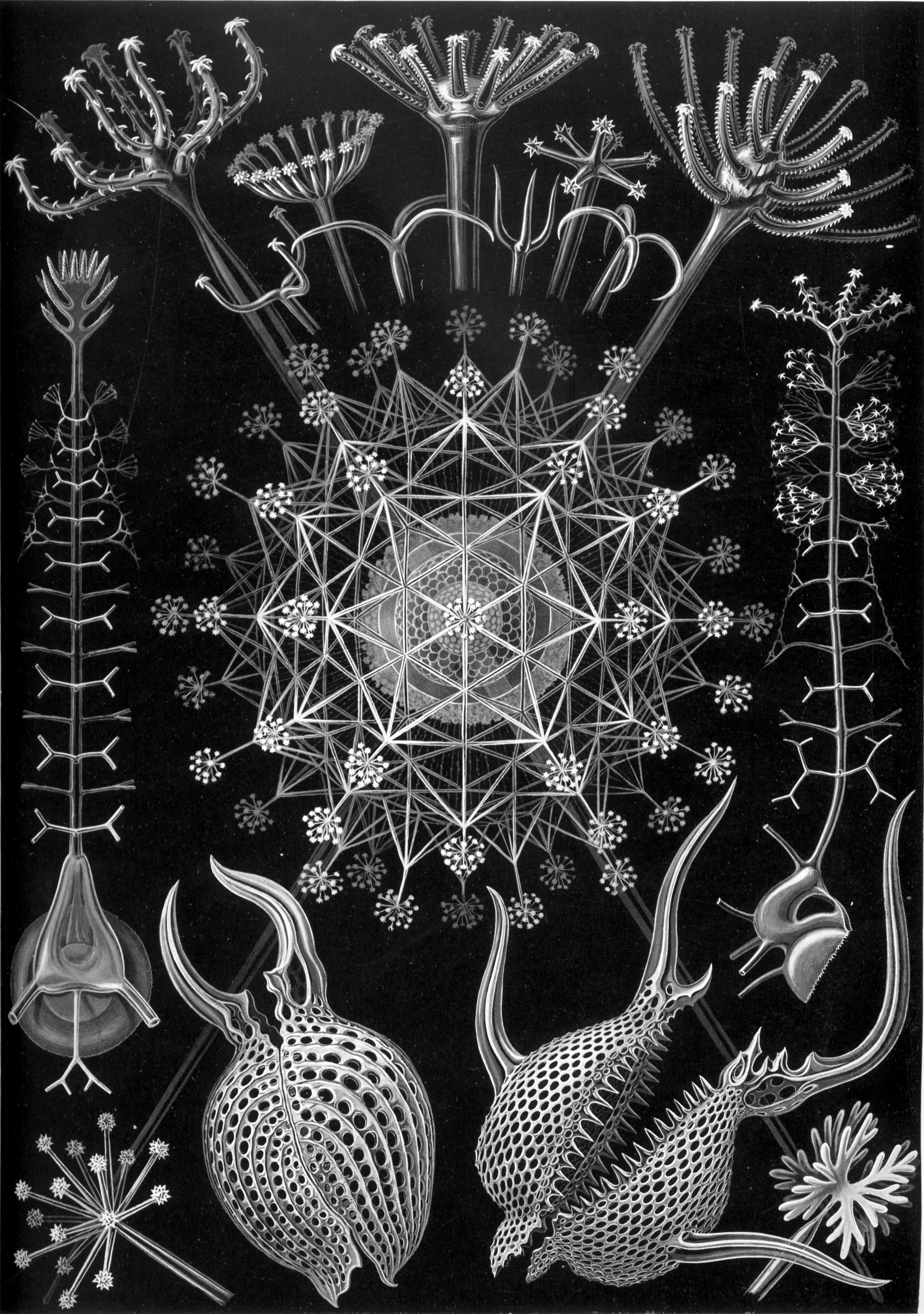
Seconde planche des Phaeodaria
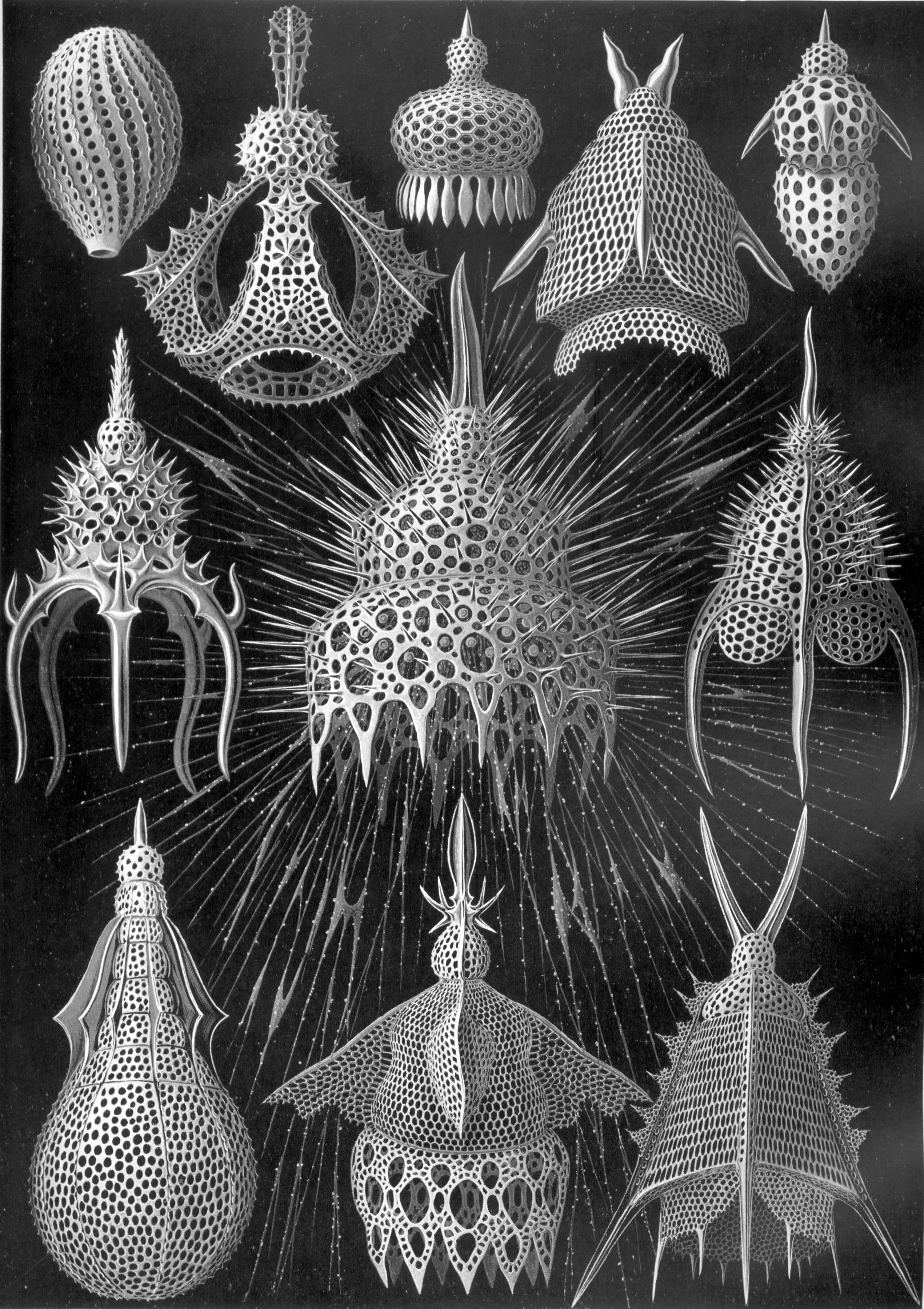
Clade des Cyrtoidea
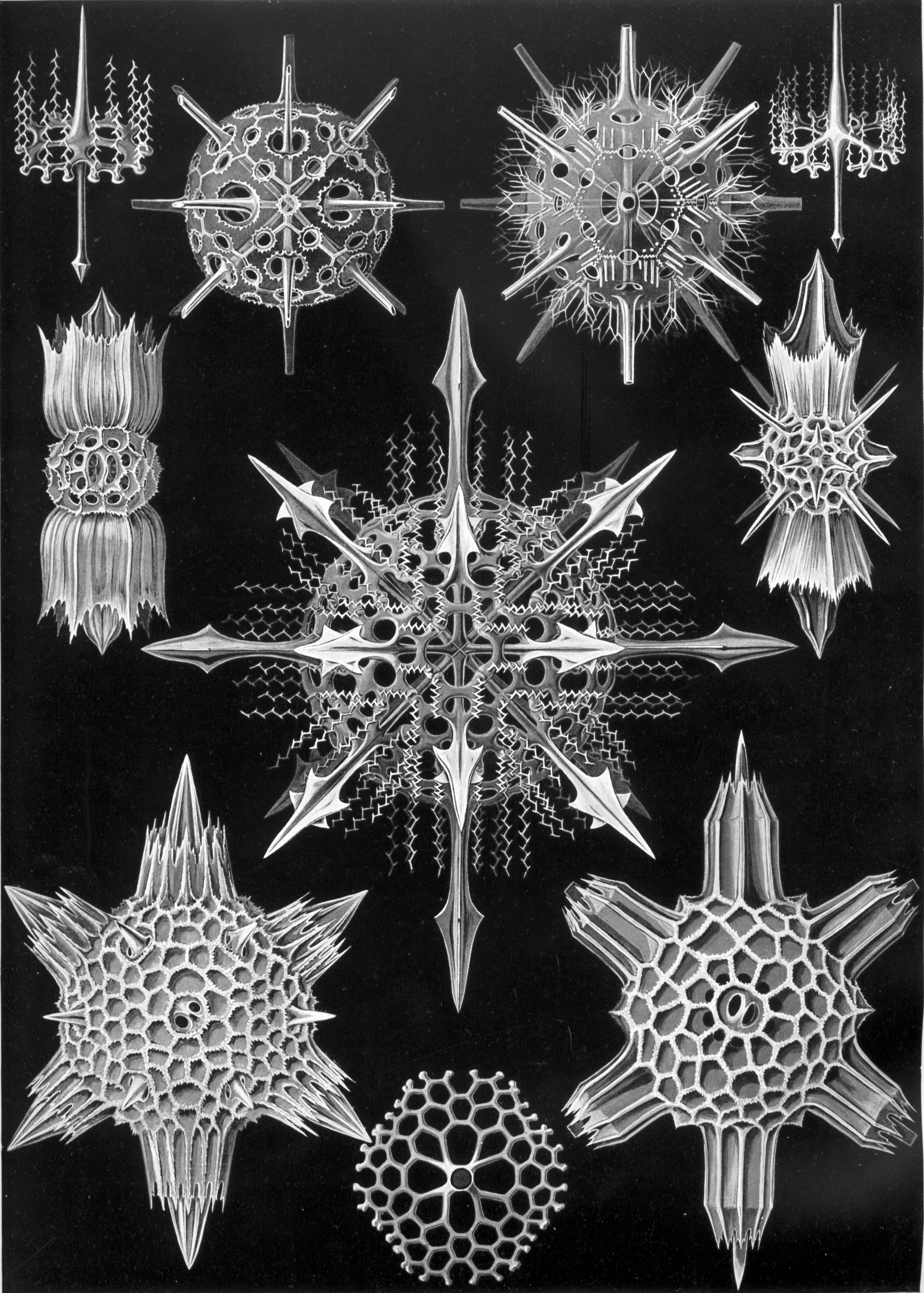
Clade des Acanthophracta
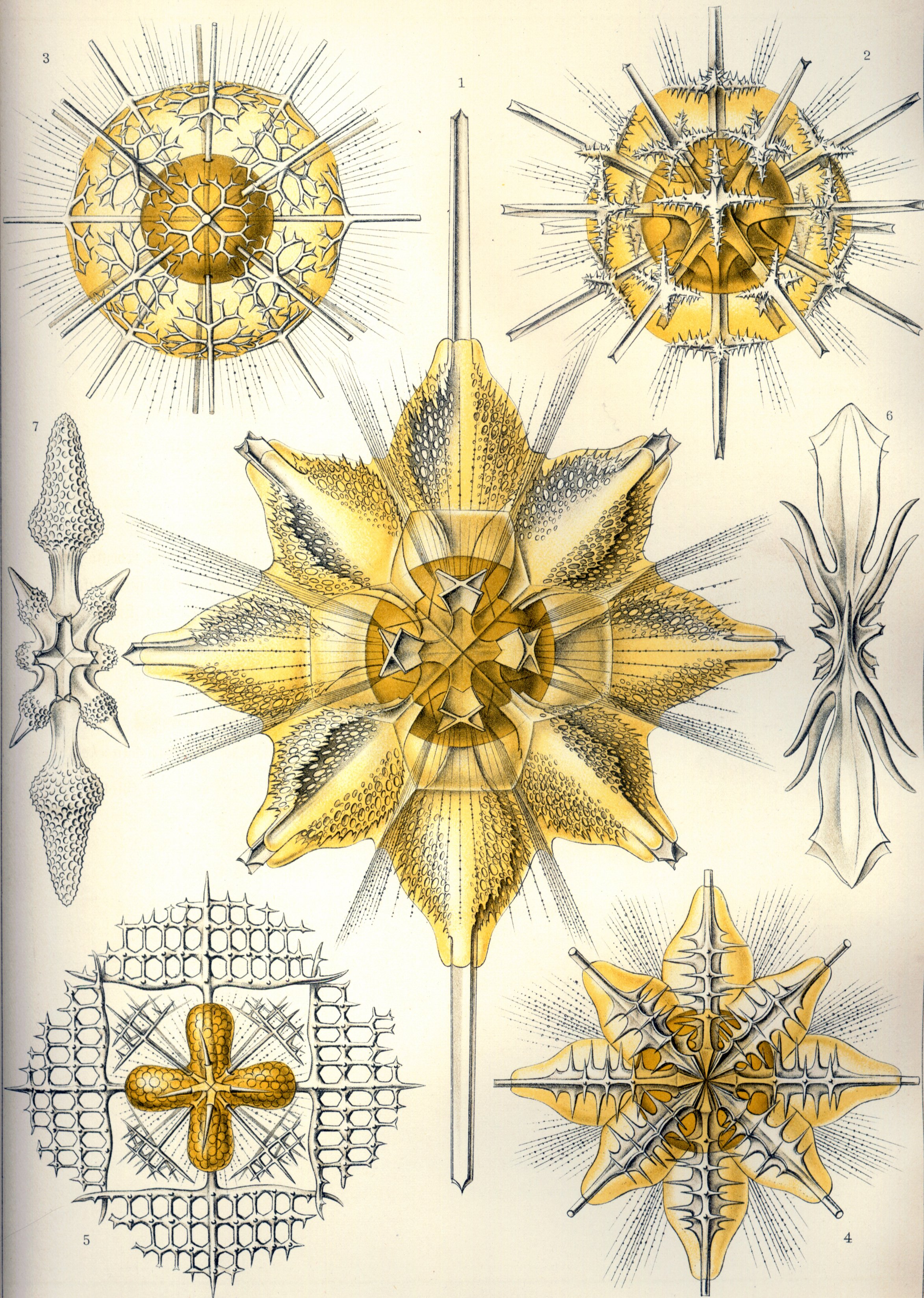
Clade des Acanthometra
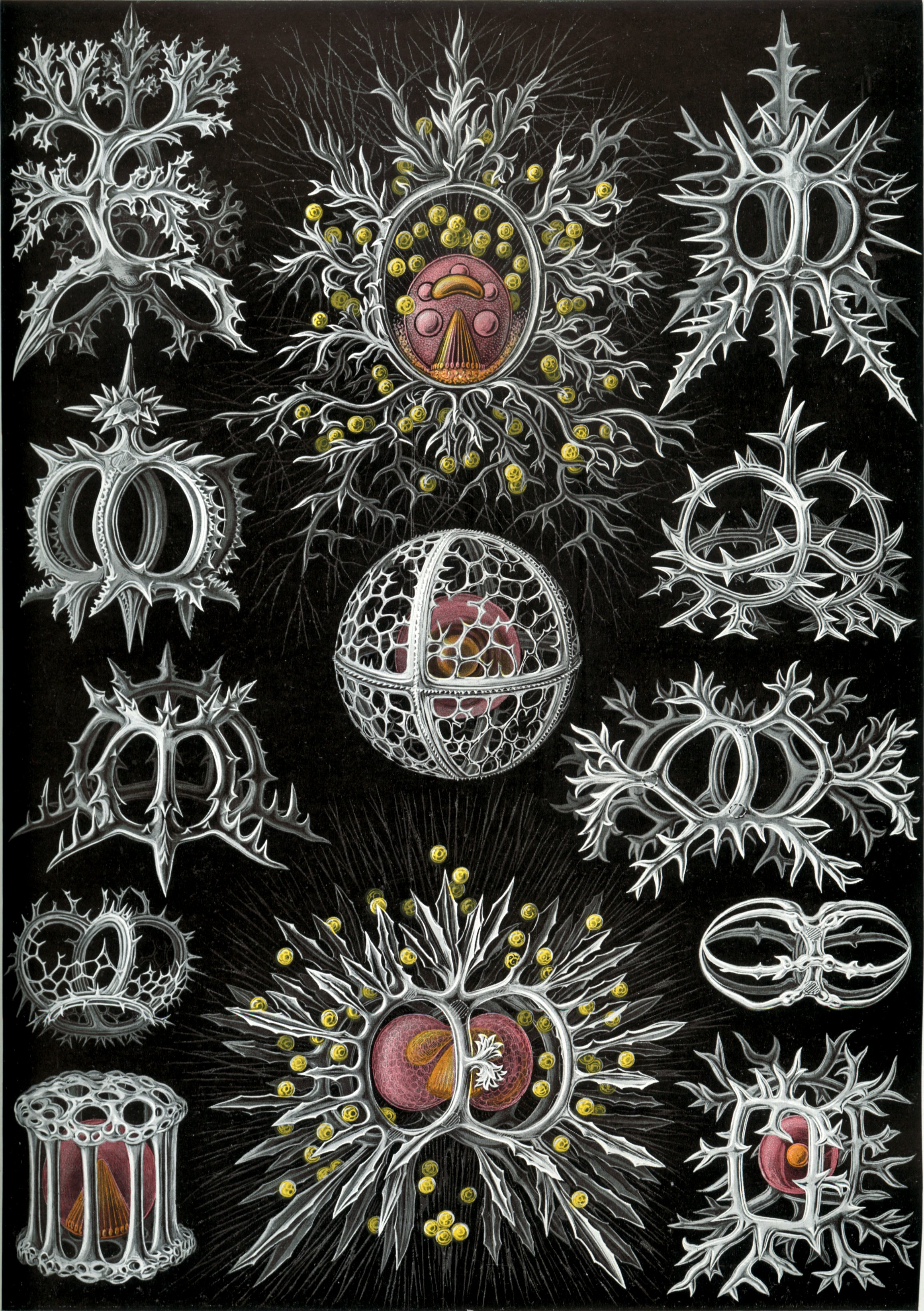
Clade des Stephoidea
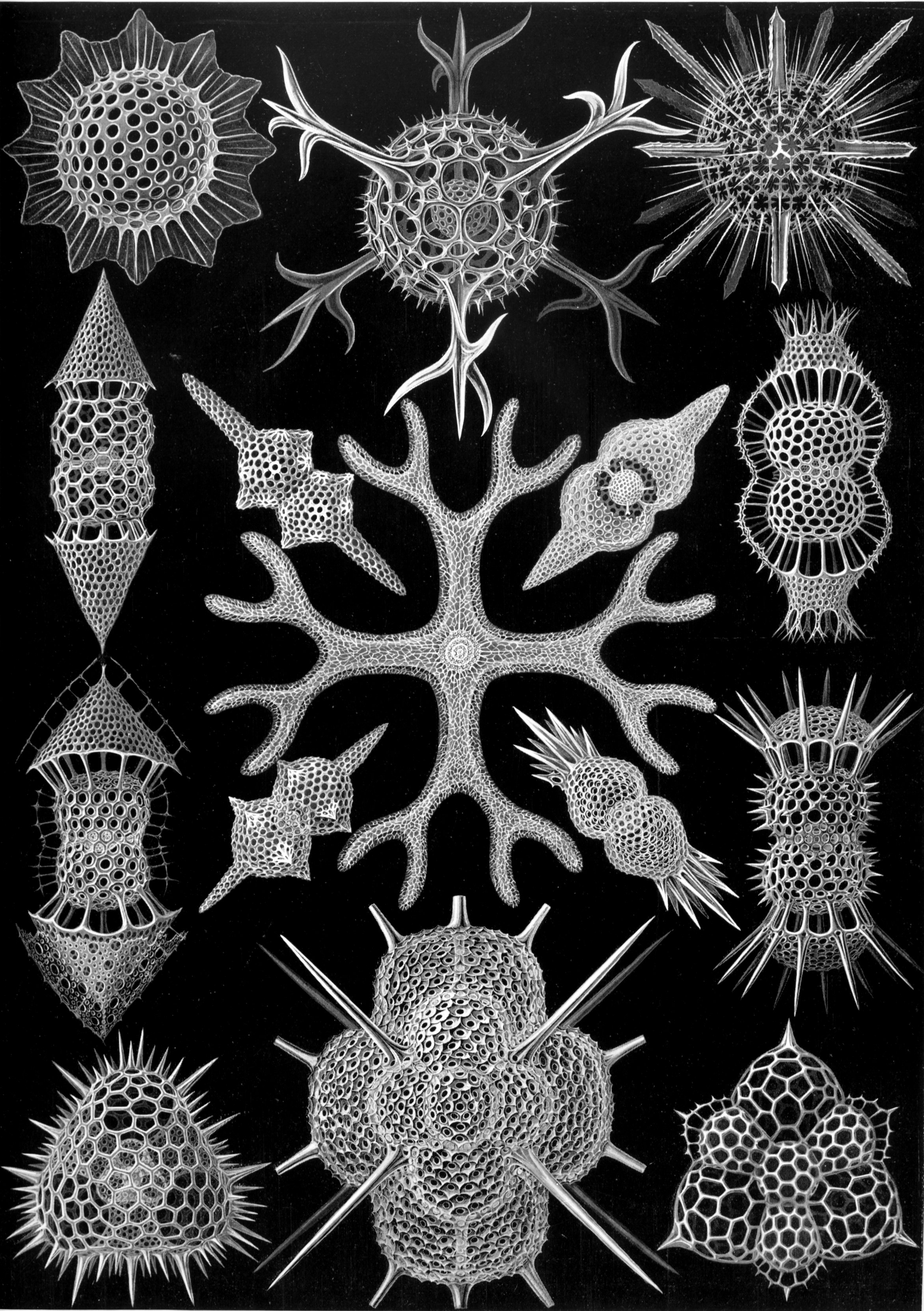
Clade des Spumellaria